# 百田尚樹
百田 尚樹（ひゃくた なおき、1956年〈昭和31年〉2月23日 - ）は、日本の政治家、作家。日本保守党代表、参議院議員（1期）。放送作家として『探偵!ナイトスクープ』で構成を担当した。大阪府出身。
代表作に『永遠の0』（2006年）や『海賊と呼ばれた男』（2013年）、『影法師』（2010年）、『殉愛』（2014年）などがある。第30回吉川英治文学新人賞候補で知られ、NHK経営委員時代、南京事件否定への支持で特に知られている。

## 来歴
大阪府大阪市東淀川区に、大阪市水道局員の父のもとに生まれる。同志社大学在学中に『ラブアタック!』（朝日放送）に出演し、1978年当時大学3年生で6回目の挑戦などをする常連だった。大学は5年在籍した後、除籍された。。
その後、朝日放送プロデューサーの松本修に目をかけられ、放送作家となり、『探偵!ナイトスクープ』の構成を担当したほか、『大発見!恐怖の法則』などの番組の構成を手がけた。
2006年（平成18年）に『永遠の0』（太田出版）を発表し、小説家としてデビュー。2009年（平成21年）、『BOX!』が第30回吉川英治文学新人賞候補、第6回本屋大賞の5位に選出され、映画化もされた。2012年（平成24年）10月15日付オリコン“本”ランキング文庫部門で『永遠の0』が100万部を突破。文庫部門では13作目。
2013年（平成25年）、『海賊とよばれた男』で本屋大賞を受賞。「直木賞なんかよりもはるかに素晴らしい、文学賞の中で最高の賞だ」と喜び、その発言でも注目を集めた。同年9月から『週刊新潮』にて『フォルトゥナの瞳』を連載開始した。これは小説家デビュー以来、初の週刊誌連載となる。同年10月9日、第26回日本メガネベストドレッサー賞文化界部門を受賞。同年11月11日から2015年2月28日まで、NHK経営委員（1期のみ務める）。
2016年東京都知事選挙では立候補を「真剣に考えている」とSNSに投稿したが、立候補しなかった。
2019年6月12日に、小説家引退を宣言。
2019年12月、著作の累計発行部数が2000万部を突破したと発表した。
2023年10月、日本保守党を結成し代表に就任。
2023年12月27日、自身のYouTubeを更新し、がんを宣告されたことを公表した。2024年1月10日、腎臓がんの手術を受けるために入院。
2024年10月8日、第50回衆議院議員総選挙の比例近畿ブロックに日本保守党から出馬することを発表し、単独3位で立候補したが、落選した。
2025年6月24日、第27回参議院議員通常選挙の比例代表に日本保守党から出馬することを発表した。投開票の結果、党内得票2位で初当選。

## 批判

### 歴史的否定主義と戦争賛美
百田は、南京事件を筆頭に、第二次世界大戦前と戦時中に行われた日本の戦争犯罪を否定する姿勢をしばしば表明してきた。2014年のNHK経営委員在任中にも同様の発言をし、国際的な注目を集め、1年後の辞任につながった。また、河村共同代表は名古屋市長時代にも同様の発言をしており、その結果、南京市は2012年に名古屋市との姉妹都市提携を解消した。
小説家として、百田はベストセラーとなった小説『永遠の0』を執筆し、後に2013年に映画化されて人気を博した。2013年12月21の公開から翌年3月23日までの観客動員数は693万5811人、興収85億404万3600円となり、歴代の邦画実写作品では7位にランクイン。東宝幹事作品歴代1位の興行収入作品となった。この小説『永遠の0』とその映画化作品は、スタジオジブリの宮崎駿監督を含む多くの人々から批判された。特に、作品は日本の戦争犯罪や侵略行為を描かず、戦争を背景とした感動的な人間ドラマに焦点を当てたことで、戦争の悲劇や犠牲者の苦しみを希薄化し、日本の戦争責任を回避する試みであると批判された。
2023年、百田はAbemaTVのインタビューで、日本が当時の欧米帝国主義の手から東南アジアを「解放」したと主張し、第二次世界大戦への日本の参戦を正当化しようとしたことを述べた。「もし日本がなかったら、アジアの多くが今日まで欧米列強の植民地となっているため、今日の世界は『地獄に似ている』」と主張した。

### 嫌韓・人種主義
韓国の主要なニュースメディアは、百田を嫌韓主義者として報じている。
2017年、「漢文の授業は廃止しろ！子供が中国を偉大な国だと勘違いする！」と宣言した。
同年、DHCの番組で、「朝鮮人は漢字を書いたが、漢字を文字にすることができなかったので、それらを日本製の教科書として配布しました。私はそう主張してきました。日本人がハングルを統一して今の形になった！」と述べた。

### 『日本国紀』における転載や流用疑惑と誤記
2018年、日本の歴史を書いたとする『日本国紀』を刊行し、ベストセラーとなった。しかし、ウィキペディアや新聞記事からの転載や、参照文献として明記せずに研究成果を流用しているとの指摘がなされた。
この指摘に対して百田は、ウィキペディアから引用したものは全体（500ページ）のうち1ページにも満たないとTwitterで主張した。毎日新聞が調べたところ、単行本では、初版から第9刷にかけて少なくとも50カ所以上の修正が行われ、文庫版でも重大な歴史的事実の誤りが修正されていなかった。毎日新聞の吉井理記は、著者のみならず出版社による再編集を経たであろう文庫本になっても重大な誤記（存在しない天皇の靖国参拝など）が改められないことに驚き「その場に立ちすくんでしまった」としている。著述家の古谷経衡も、多くの間違いがあることを指摘し、ネット右翼が用いる古典的な陰謀史観（「日本の中国進出は、コミンテルンの陰謀であって日本は決して中国を侵略したわけではない」など）をトレースしたものと批評した。

### 『殉愛』をめぐる係争
2014年、『殉愛』によって名誉毀損やプライバシー侵害をされたとして、やしきたかじんの長女が、出版元の幻冬舎に、出版差し止めと1100万円の損害賠償などを求める訴えを東京地裁に起こした。
2015年、百田のツイッターにおける発言が「人権侵害にあたる」として、やしきたかじんの長女が東京弁護士会に人権救済を申し立てた。申し立てによると、発言は、やしきたかじんの闘病生活を書いた百田の著作「殉愛」の発行差し止めなどを、長女が発行元の幻冬舎に求めた訴訟をめぐるもの。申し立てで長女側は、「発言は自分に対する脅迫であり、提訴に報復するとの宣言だ」としている。
2016年7月、東京地方裁判所は、「百田氏のノートにはあいまいなメモしかない」と指摘し、長女に関する記述は「真実と認められない」として名誉毀損を認めた。その上で、計6カ所の記述が名誉毀損やプライバシーの侵害にあたるとして、幻冬舎にやしきたかじんの長女へ330万円の支払いを命じた。また、2017年2月1日に東京高等裁判所で行われた控訴審判決では、更に1か所について名誉毀損にあたる部分があるとして、一審より賠償額を増やし、幻冬舎に対して長女への365万円の支払いを命じた。
2017年12月22日、最高裁判所は幻冬舎側の上告を受理しない決定を下し、これにより二審判決が確定した。
やしきたかじんの元マネジャーの男性が損害賠償を求めた訴訟で、2018年11月28日に東京地裁は百田と幻冬舎に計275万円の支払いを命じる判決を下した。

### 百田の小説『海賊と呼ばれた男』に関する関係者からの批判
百田による歴史経済小説『海賊とよばれた男』（2012年7月）は出光興産創業者の出光佐三をモデルとしたもので、数百万部を売り上げ、2016年12月には映画化されて23.7億円の興行収入を記録した。しかし、出光関係者からは、この小説が出光佐三の実像とはかけ離れているという批判が沸き起こり、特に元社員の奥本康大は、この小説が出光佐三に関する誤ったイメージを世間に与えていることを正す目的で、「正伝 出光佐三」（展転社）を上梓し、その出版記念講演会（2021年6月20日＝出光興産創立110周年記念日）において、次の発言をしている。
- 「百田の小説は実際の事実とかけ離れている部分が多数あって、問題が多い。」
- 「”海賊と呼ばれた男”という小説の題名は、出光昭介出光興産名誉会長（出光佐三の長男）に挨拶に訪れた際の百田の説明によると、”本がたくさん売れるようにしようと思って、そういう題名にした”とのことであったが、出光昭介名誉会長は、その百田の発言以降、会談中にほとんど話をしなかった、とのことである。」
- 「出光佐三店主は、貴族院議員を務めていた人物である。また、出光佐三逝去に接した昭和天皇は、彼を偲ぶ御製を詠まれている。そうした人物を「海賊」と呼ぶとは、一方では失礼でもあるが、また歴史感覚と見識に欠けたものであると言えよう。」
- 「終戦の詔書の翌々日に出光佐三がものした”玉音を拝して”は、百田の小説で扱っている程度の簡単なものではない。だから、私はそれを私費で印刷し、講演等の機会に広く御提供している。」
- 「なお、この小説の映画化においても、出光興産は資金面を含め、協力をしていない。」

一方百田は自身のTwitterで
- 「昭介に会ったのは、昭介から会いたいという申し出があったからであり、その際、売れるからそんなタイトルにしたなどとは一言も言ってない。会談は終始和やかなもので、お土産までもらった。“売れるために海賊とつけた”などと言ったことはデタラメである。」
- 「執筆後、自分は出光興産の経営陣からも大いに感謝され、迎賓館にも招かれたし、社のイベントで講演もした。後に会社が外資と提携する件で経営陣と昭介が揉めた時に、実際は書かなかったが昭介側から提携反対の文章を書いて欲しいと頼まれたほどだ。」
- 「自分は『海賊』という言葉を悪いイメージで捉えていないが、出光佐三がかつて同業者から良くない意味で『海賊』と罵られたことは事実である。」

と反論している。 また、映画のクレジットには「取材協力・資料提供」として「出光興産株式会社」と記載されている。

### 津田大介との係争
2019年、あいちトリエンナーレ2019の企画として行われた「表現の不自由展・その後」をめぐり、津田大介について「韓国人の怪しげな組織に利用されたんや」「反日左翼に利用されただけだと思う」などとツイート。津田から計20件の投稿について名誉毀損で提訴された。
2023年4月12日、東京地裁は、投稿6件を違法と認定し、「津田氏の社会的評価を低下させ、人格をおとしめた」として30万円の賠償を命じた。百田は控訴したが、第二審・高裁判決は、地裁判決が認定した6件に加え、別の6件も名誉を傷つける内容だと判断し、賠償額を50万円に増額した。裁判長は、「百田氏は著名な作家でフォロワーも多く、投稿の違法性の程度は低くない。津田氏が受けた精神的損害は軽視できない」と指摘した。百田の控訴は棄却した。

### 愛知県知事リコール署名偽造事件
詳細は「愛知県知事リコール署名偽造事件」を参照。
2019年に開催された「あいちトリエンナーレ2019」をきっかけとして、あいちトリエンナーレ2019実行委員会会長である愛知県知事の大村秀章と河村たかしの対立は激化し、大村の責任を追及するデモや街宣活動が、河村と高須クリニック院長の高須克弥を中心として行われるようになっていった。
2020年6月2日、高須は百田とともに名古屋市役所を訪れ河村と面会。河村と高須の発案により政治団体「お辞め下さい大村秀章愛知県知事 愛知100万人リコールの会」（通称「愛知100万人リコールの会」）が設立され、高須が代表に就いた。設立発表の記者会見には高須のほか百田、有本香、竹田恒泰、武田邦彦らが出席し、それぞれがリコールの意義を訴えた。百田は6月の会見で「税金でこういう展示が行なわれるのは税金詐取。一種の詐欺事件じゃないかとの見方もある。大村知事は謝らない。都合が悪くなると開き直る」と発言した。
同年9月25日、「愛知100万人リコールの会」はKKRホテル名古屋で記者会見を開催。代表の高須のほか、河村、百田尚樹、デヴィ・スカルノが出席。会見後、高須、百田、デヴィ・スカルノは名古屋駅前に移動し、大村のリコールを訴えた。
この日の名古屋での街頭演説では、百田は「もし大村知事がリコールされなかったら、私はもう名古屋に来ません」と訴え、デヴィは「私も来ません」と追従した。
- リコール運動団体事務局長ら4人が逮捕され、大村知事がリコールされないことが決定的になった後も、百田は定期的に名古屋に来ている[92]。

同年9月29日、高須は百田、門田隆将とともにDHCの「真相深入り!虎ノ門ニュース」にスタジオ出演し、リコール運動の現況について語った。
2021年2月1日、愛知県選挙管理委員会による署名簿の調査の結果、提出された43万5231人分の署名のうち、83.2％にあたる36万2187人分が無効とされた。無効署名の約90％が複数の同一人物によって書かれたものであり、約48％が選挙人名簿に載っていない人物の署名であった。この調査が報告された日、百田はtwitterに、「知らんがな」と投稿した。2021年5月20日には百田はtwitterに「わしに何の責任があるんや。高須院長から、記者会見をやるから来てもらえないかと、前日に電話を貰ったので、行っただけやないか！リコール運動にエールを送ったが、活動には一切無関係や。不正（署名偽造）のことなんか何も知らんわ」と投稿した。

### 安倍晋三銃撃事件におけるフライング投稿
2022年7月8日、安倍晋三銃撃の一報を受けた妻の安倍昭恵は夫が搬送された奈良県立医科大学附属病院に向かうため、東海道新幹線で京都駅に向かった。16時30分頃、昭恵は奈良県立医大附属病院の最寄り駅の近鉄大和八木駅に到着。そこから車に乗り、16時55分に病院に到着した。その4分後の16時59分、百田は自身のTwitterにおいて、「安倍晋三さんが亡くなられました。悔しいの一言です。今からYouTubeでライブ配信を行ないます」と投稿した。17時3分、医師が安倍の死亡を確認し、その第一報は17時48分から49分にかけて大手メディアで報じられた。
フライング投稿をしたとして、百田ならびにFacebookで死亡情報を流した山口敬之の行為に批判が集まった。18時29分、百田はTwitterを更新し「まったくどうでもいいことだが…メディアの発表前に、私や山口敬之氏が安倍さんの訃報を知らせたということで非難している人たちがいる。そんな人たちに言いたい。メディアの発表がすべてなのか？」と反論したが、翌9日に態度を一変。同日夜、東京スポーツは「百田氏はフォロワーからも諫められ『そうですね。気が動転して、そうした配慮を失念していました。反省です』と意気消沈していた」と報じた。

## 発言・主張

### 2012年自由民主党総裁選挙
2012年9月に行われた自由民主党総裁選挙の際は、「安倍晋三総理大臣を求める民間人有志の会」発起人に名を連ねた。

### アメリカ大統領選挙
2020年11月3日に実施されたアメリカ大統領選挙では、ドナルド・トランプが「不正投票判明による開票やり直しによって再選する」と主張した。
2021年1月8日、米連邦議会が現地7日に民主党のジョー・バイデン次期大統領の当選を正式認定する中、百田はTwitterに「トランプが勝つと予言したが、外れるかもしれん。まさか、こんな事態になるとは予想もしていなかった。 トランプが負けたら、宣言通り小説家は引退する。どうせ来月は前期高齢者や。あとは小説以外で金を稼いで、のんびり生きていく。 しかし絶望的とはいえ、トランプの負けが確定したわけではない」と投稿した。

### 民主党への発言
民主党について、2012年11月11日放送のテレビ番組『たかじんのそこまで言って委員会』 において、「息を吐くように嘘をつく」と非難している。また、同党の支持母体のひとつである日本教職員組合（日教組）について、2014年6月18日に行われた静岡青年会議所主催の講演会において、「日教組は何十年間も、純粋無垢な子どもたちに贖罪意識を教え込んでいる。まず『日本は素晴らしい』ということを教えなければいけない」「日本人でいることが恥ずかしいと教え込まれた子どもたちは立派な大人になれない」と述べている。

### 日本維新の会及び橋下徹に関する主張・発言
- 2019年7月、靖国神社へのA級戦犯合祀問題を巡り日本維新の会衆議院議員（当時）の足立康史とtwitter上で論争となり、足立は「まあ、本を売らないといけないのは分かりますが」などと書き込んだ。これを受け維新は同月に「罵詈雑言や非難の応酬で、度を越えている」（馬場伸幸幹事長）として、足立を厳重注意処分にした[113][114]。
- 2020年7月、維新の創設者である橋下徹元大阪市長がテレビ番組で親中派とされる二階俊博自民党幹事長を評価する発言をしたことを受け、twitter上で橋下との論争に発展した[115]。
- 2020年8月、自治体のTikTok活用を巡り、「大阪府がTikTokとの提携をやめなければ、（維新の看板政策である）大阪都構想を応援するのは考え直すことにしよう」と書き込んだ[116]。
- 2022年には「橋下徹の研究」と題した著書を出版。橋下が上海電力に便宜を図ったと主張したが明確な根拠は示さず[117]、橋下側は否定している[118][119]。
- 大阪市長・大阪府知事を務めた吉村洋文はやしきたかじんの遺言執行者でもあり、たかじんの最晩年を描いた百田の著書「殉愛」にも遺産トラブルのキーパーソンのY弁護士として登場する[120]。

### 憲法改正について
憲法改正について、渡部昇一との対談で「安倍政権では、もっとも大きな政策課題として憲法改正に取り組み、軍隊創設への道筋をつくっていかねばなりません」と述べている。

### 2014年東京都知事選挙における発言
2014年2月、東京都知事選で田母神俊雄の街頭演説に参加した際、田母神以外の候補を「人間のくずみたいなもの」と述べ、南京事件については「日本兵による犯罪は少数あったものの、日本軍による“大虐殺”はなかった」とする久保有政の説を支持している事と、東京大空襲や原爆投下は「大虐殺だった」とし、「東京裁判はそれをごまかすための裁判だった」と主張した。南京大虐殺に関する発言について第1報の元記事を配信した共同通信社は、「放送法上は問題ない」としつつ「公共放送の政治的中立に疑問を抱かせかねない事態で、議論を呼びそうだ」と報じた。百田は、「NHKの経営委員がこんなことを言っていいのかと非難を受けたが（短文投稿サイトの）ツイッターで『ええんや、ほっとけ』と言った。私は何も怖くない」と反駁した。
東京裁判に関する主張について、共同通信社から質問された駐日アメリカ合衆国大使館の報道担当官は「非常識」であると回答し、「米政府は、責任ある地位にある人物が（アジア）地域の緊張をあおるような発言を控えるよう努めることを望む。」と述べた。また、朝日新聞はアメリカ合衆国国務省に確認を求め、同省も「不合理」と反論した。
民主党の有田芳生は、2014年2月の参議院予算委員会で百田が「南京大虐殺はなかったと持論を展開」、「他の主要候補を人間のくずみたいなもの」と批判したと指摘した。百田は、同年2月12日に行われたNHK経営委員会の非公開の会合の中で「個人的信条に基づく行動は問題ないと考えているが、そうではない趣旨の報道をされた。人のことを『くず』と呼んだのはほめられた言動ではなかった」と釈明した。一方で、「（NHK経営委員の立場は）個人的な主義主張を縛るものではない。私の本職は作家であり著述家。政治や国際問題についても発言してきた。経営委員だからそうした発言を一切するなというのは言論封殺、職業否定につながる」とも述べた。
中華人民共和国外交部は「南京事件は事実であり、日本の一部の者がその存在を抹殺し捻じ曲げようとする行為は国際正義と人類の良識に対する公然たる挑戦」と批判した。
2014年2月14日、共同通信社は、「NHKがキャロライン・ケネディ駐日米大使のインタビュー取材を米国大使館に申し込み、調整を進めていたところ、NHK経営委員を務める百田の東京裁判や南京事件をめぐる発言を理由に大使館側から難色を示され、発言の影響が報道の現場に及んでいる」と報じた。

### 沖縄関連の発言

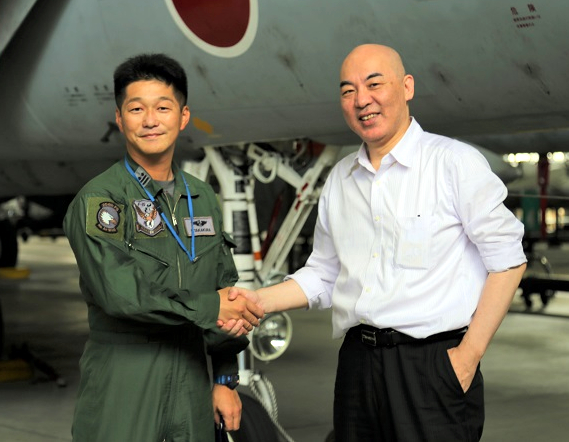
自衛官（左）と握手する百田（右）（2017年10月29日、航空自衛隊那覇基地にて）

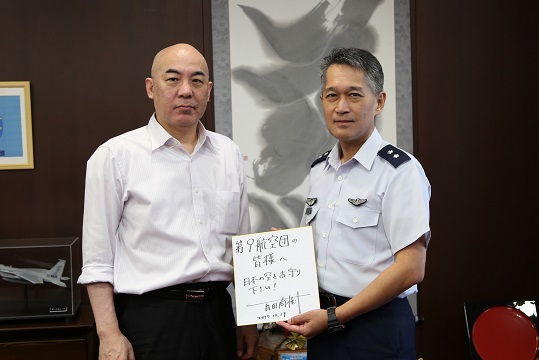
航空自衛隊第9航空団司令川波清明（右）に色紙を贈る百田（左）（2017年10月29日、航空自衛隊那覇基地にて）

2015年6月25日、自民党若手議員の勉強会である文化芸術懇話会において「沖縄の2つの新聞（琉球新報と沖縄タイムス）はつぶさないといけない」「米兵が犯したレイプ犯罪よりも、沖縄県全体で沖縄人自身が起こしたレイプ犯罪の方が、はるかに率が高い」と発言した。また、普天間基地について、「もともと普天間基地は田んぼの中にあった。周りは何もなかった。基地の周りに行けば商売になると、みんな何十年もかかって基地の周りに住みだした」「そこを選んで住んだのは誰やねん」と述べ、戦時中の沖縄について「沖縄は本当に被害者やったのか。そうじゃない」とも述べた。また同席上で、軍隊を持たないナウル、バヌアツ、ツバルなどを名指しして「くそ貧乏長屋。とるものも何もない」「アイスランドは年中、氷。資源もない。そんな国、誰がとるか」などと発言し、参加議員からは笑いが起きていたという。この会は、木原稔衆院議員が代表を務め、安倍首相側近の加藤勝信官房副長官や萩生田光一・党総裁特別補佐も参加した。発言はメディア各紙が報じて炎上し、国会でも取り上げられた。不適切な内容の発言だったとして、百田を招いた勉強会を行った党を代表して安倍晋三が謝罪する国会答弁をした。8月7日、騒動を受けて集会『琉球新報、沖縄タイムスを正す県民・国民の会（櫻井よしこやケント・ギルバート、すぎやまこういちらが呼びかけ人）』が開催され、百田は「改めて沖縄の2つの新聞はクズやなぁと思いました」などと発言した。9月、百田発言きっかけにした琉球新報のドキュメンタリー番組「なぜペンをとるのか～沖縄の新聞記者たち」が放送された。
2017年10月、名護市で講演し、基地反対運動の現場にいる人の半分は中国人、韓国人だというデマを前提に「嫌やなー、怖いなー」と言い、「日当が何万円と払われている」「中核は中国の工作員だ」と主張した。また、取材に訪れた沖縄タイムス記者に「悪魔に魂を売った記者」「中国が琉球を乗っ取ったら、阿部さんの娘さんは中国人の慰み者になります」などと発言した。
2018年9月12日、『真相深入り!虎ノ門ニュース』で在日米軍のヘリ機材の部品落下事故について、「どうも調べていくと、これ全部嘘やったっちゅうことです」「どうもこれは全部捏造やったちゅう疑いがほぼ間違いないと言われて」などと発言した。
9月20日放送の同放送でも、日米両政府が本土の反対運動を懸念して在日海兵隊の基地を沖縄に移転させたことに言及し「そんな事実どこにもない」と発言したが、その発言に対しファクトチェック・イニシアティブ(FIJ)が「誤り」の判定をくだした。また９月30日の沖縄県知事選挙の玉城デニー当選確定に際し「沖縄、終わったかもしれん」などとつぶやいている。
10月4日放送では沖縄が中国領土だと主張する中華民族琉球特別自治区準備委員会に関連し、沖縄が中国になったらチベットやウイグル、内モンゴルを見ればどのようなことが行われるのかは誰でもわかると述べている。同番組では、沖縄が含まれた国恥地図にもふれた。

### 「政治家になりたがるような作家やジャーナリストは、すべてイカサマ野郎」発言
2015年12月26日、百田は「作家は孤高で自由な言論者であらねばならない。政治家になりたがるような作家やジャーナリストは、すべてイカサマ野郎だと思っている」とツイッターに投稿した。
2023年10月17日、作家の百田が代表を務め、ジャーナリストの有本香らが参加する政治団体「日本保守党」が、東京都内で設立の記者会見を行った。
前述の通り、2025年（令和7年）7月20日に執行された第27回参議院議員通常選挙に比例区から出馬して当選、国会議員となった。

### 「朝日新聞の女性記者に取材されたら、オッパイを鷲掴みしよう」発言
2018年4月18日、元朝日新聞の女性記者が「取材相手に突然、お酒の席でしたけれども胸を鷲掴みにされることがあり、社に戻って男性の先輩に相談したところ『これくらい我慢しろ』と言われてしまった」という内容のツイートを、百田は引用した上で、『なるほど！　これから朝日新聞の女性記者に取材されたら、オッパイを鷲掴みしよう。文句言われたら、「それくらい我慢するのが社の方針というのを知らないのか！」と言ってやる』とツイッターに投稿した。

### 「誰や、このバカは！」「そんなに好きなら抱いてもらえや」発言
2020年3月3日、新型コロナウイルス感染症によりマスクが不足する中、森まさこが「友人のジャック・マーが、日本に手を差し伸べてくれました。素敵なメッセージと共に100万枚のマスクを送ると表明してくれました。是非記事を読んでみてください。 昨年12月にも東京で語り合う時間がありました。次再開する時にしっかりと感謝を伝えたい。ありがとうジャック」とツイッターに投稿した。同日、百田はその森まさこのツイートを引用した上で、「誰や、このバカは！　こんなんが法務大臣やってんのか。情けないで。 何が、ありがとうジャックや。そんなに好きなら抱いてもらえや。 」とツイッターに投稿した。

### 新型コロナウイルス感染症関連
2020年3月31日、新型コロナウイルス感染症の流行の影響で収入が減った国民に対し、政府が現金を給付する案が出ていることについて、生活保護受給者（収入が流行の影響を受けていないとして）、公務員、政治家への給付には反対を表明した。百田は、安倍政権のコロナ政策を激しく批判していたが、コロナ禍中に、有本香と共に安倍首相と首相公邸で会食して話題になった。これまでにも、安倍首相とは会食や雑誌『WiLL』などで対談を行い、意気投合していた。安倍首相は、「これほど有名になられる前から私は百田さんの作品の愛読者」と明かし、TwitterとFacebookで『日本国紀』を購入したと明かしたことがある。安倍首相主催の「桜を見る会」にも何度か招待されて参加した。

### スポーツ関連の発言
百田は2021年7月31日に行われた2020年東京オリンピックの女子バレーボールの日本と韓国の試合について、twitterに「女子バレー、日本と韓国を見てるが、韓国人、全員、顔のレベルが高い。オリンピックということで、おそらく全員……おっと、これ以上言うたら、また炎上するから言わん」と投稿した。
7月30日には、中国のリレーメンバーと思しき女子陸上選手の写真に「中国女子400Mリレー　女子の定義とは」というコメントをつけたツイートをリツイートし、「中国の新種目、男女混合リレー？」とツイートし、7月25日には、今度は台湾の卓球選手について、「卓球の混合ダブルス見てるけど、台湾は二人とも男が出てるんやないの？」とツイートした。百田が「男」とツイートした、中国の女子リレーメンバー4人も、卓球の混合ダブルスの1人も、全員がショートカットの女性であった。
批判ツイートに対し、百田は「わしを誰やと思てんねん！ 何も考えんと思い付いたことを呟いてるアホ丸出しの大阪のオッサンやで。 差別意識とか、揶揄とかの意識なんかあるかい！見たまま言うただけや」とツイートした。

### LGBT関連
- 百田は2015年3月にもtwitterに「同性とセックスしたいという願望を持つのは自由だと思うが、そういう人たちを変態と思うのも自由だと思う」と書き込んでいたが、多くの批判を受けて削除した[167]。

- 2020年7月、お茶の水女子大学のトランスジェンダー学生受け入れ決定を伝えるNHK報道について、百田はTwitterへ「よーし、今から受験勉強に挑戦して、2020年にお茶の水女子大学に入学を目指すぞ！」と投稿した[167][168]。このツイートにはユーザーから百田に対し、「冗談で言ってるんだろうけど無神経過ぎるな」「ただただ不快」「こういうことを簡単言い放つ性格って人間性が欠けている。結局女性とトランスジェンダーへの差別をあおって、バカにしている発言にすぎない」などのツイートが多数なされている[167]。
- 国会でLGBT法案が可決される見通しとなった2023年6月には、百田は自身のYouTubeチャンネルで、「トランスジェンダー女性は、局部を切り落とすことを義務付けする法案を通せ」「絶対に女性であるというなら手術をしろ」「義務付けろ」「ちょきんちょきんと切ったらいい」と発言する動画を配信した[168]。
- 2009年に医師に性同一性障害と診断され、女性ホルモン療法を受けていたトランスジェンダーの経産省職員が、職場の女性用トイレの使用を制限されていた件で、最高裁が「トイレの使用制限を認めた国の対応は違法」と全員一致で判決を下した[168]。学者出身の宇賀克也裁判官の補足意見には、「性別適合手術は、身体への侵襲が避けられず、生命及び健康への危険を伴うものであり、経済的負担も大きく、また、体質等により受けることができない者もいるので、これを受けていない場合であっても、可能な限り、本人の性自認を尊重する対応をとるべきといえる」と述べられている[168]。
  - この件について、百田は『月刊will』2023年9月号の門田隆将の対談『女性の不安・恐怖を煽る最高裁判決』の中で、「女子トイレがOKなら、女湯や女子更衣室もOKになってしまう。今後、LGBT法と判例を悪用して性犯罪に走る“変態”が続出するでしょうね」と発言をした[168][169]。
    - これに対し、小林よしのりは、「どこもかしこもなんでもOKで、一般の風呂や更衣室にまで話を拡大するような判決でないことは、ちょっとニュースを読めば3分でわかる。現に、判決文には、『取扱いを一律に決定することは困難であり、個々の事例に応じて判断していくことが必要になることは間違いない』と書かれている。」「この判例を悪用して性犯罪に走る“変態”が続出すると言うが、性犯罪に走るような変態は、判例なんかあってもなくても走り出す奴らなのであって、この判例から、『変態の芽生え』を想像するアンタらのほうがよっぽど変態的思考だと言いたい。」と発言している[168]。

### 「そこ（女子トイレ）に入るべきでした」発言
2023年06月23日、百田自身が書いた記事の中で、「夕方、葬式の帰りに車を運転していると、急激に腹の調子が悪くなりました。このままでは漏らしてしまうと焦りましたが、しばらく走ると、大型ショッピングモールが見つかりました。私は駐車場に車を入れると、必死で店の中に入りました。もうその時は、いつ漏れてもおかしくないという状態でした。1階のトイレに入ろうとすると、そこには女性トイレしかありませんでした。今にして思えば、そこに入るべきでした。緊急避難ですから許されたと思います。」と発言した。

### 高市早苗に関する発言
2021年8月24日、百田はツイッターに「丸山穂高議員の糾弾決議文を書いたのは高市早苗議員だったということを昨日知った。私は、丸山議員の例の発言は糾弾決議に値しないと思っている。私の中で、高市議員の評価はガタ落ちになった」と投稿した。
それから僅か11日後の9月4日には、自民党総裁選について百田は「総裁選は、高市早苗さんを押すで！　彼女以外に選択肢はない」と投稿し、自身が出演する「虎ノ門ニュース」でも「ガンガン押しまくる！」と宣言した。
2024年9月28日、百田は旧ツイッターで2024年自由民主党総裁選挙の結果について「唯一の救いは党員の半分が高市だったこと。」と発言した。しかし実際には、党員・党友票の合計69万5536に対して、高市早苗へ投票した人は20万3802であり、全体の29.3％だった。党員・党友の数は約105万であり、投票しなかった人も含めると、高市へ投票した人は党員・党友全体の19.4％だった。

### 鳥取県の人口に対する発言
2024年9月の自民党総裁選で石破茂が新総裁となったことについて「彼はもともと鳥取県か何かでしょ？　鳥取県て人口何人おんねんっちゅう話でしょ？　はい、ものすごい少ないですよ人口なんかね。鳥取県の人口がなんてね、はい。もう何人？　何人おんのかな？　数十万人ぐらいでしょ？　はい。そっから選ばれてる奴がね、日本の総理大臣になんねん。もういい加減にせよと思うんですが。」と発言した。なお、2021年の衆院議員選挙において、石破の選挙区である鳥取県第1区の有権者数は230,959人であり、安倍晋三の選挙区である山口県第4区の有権者数である244,858人と同等だった。得票数は石破が105,441人、安倍が80,448人であり、石破の方が多かった。

### 「女性は大学へ行かせない、結婚は25歳まで、30歳を超えたら子宮を摘出する」発言
2024年11月8日に配信された、自身のユーチューブ番組「ニュースあさ8時！」で日本保守党事務総長の有本香は急速に少子化が進んでいることに触れ、「価値観が急激に変化している。子どもがいることイコール幸せになる、という絵図が描けていない。社会の価値観をどうやって取り戻すか、学者の知見を本来かりたいところ」と述べたところ、百田は「これを覆すには社会構造を変えるしかない」と指摘した。さらに「これはええ言うてるんちゃうで」「小説家のSFと考えてください」と複数回前置きした上で、「女性は18歳から大学に行かさない」「25歳を超えて独身の場合は、生涯結婚できない法律にする」などと発言した。
また、有本が「子どもを産むには時間制限がある、ということを子どもたちに教えるべきだ」と指摘すると、百田は「30超えたら、子宮を摘出する、とか」と述べた。この発言に対し、有本に「やめなさい、こら。SFでもそれはいくらなんでも」と制されると、「時間制限をわかりやすく言ったんやけどね。そういうことがあると、もっと深刻になるんですけどね」と説明した。これらの発言は英インデペンデント紙ほかインド、中国などでも報じられた。
百田は自身のX（旧ツイッター）のアカウントで「あくまでSF小説としての仮定としての一例としてあげた話です。現実にはあり得ませんとも断っています」と釈明した。百田は過熱する批判に対し、10月9日にX（旧ツイッター）上で謝罪投稿を行った。また10日にメディアの取材に応じ、発言を撤回して謝罪した。
X(旧Twitter)にて議員歳費をはるかに越える税金を毎年納めています、とのポストを投稿した。

## エピソード
- 趣味はクラシック鑑賞、マジック、囲碁。囲碁は六段[15]。
- 自宅の仕事部屋や書庫は足の踏み場がないほどに資料等が置かれている[189]。
- 少年時代に丸（雑誌）を愛読、1971年3月号に読者投稿が掲載されている[190]。

## 番組構成
- 『探偵!ナイトスクープ』 - 35年間、放送作家として構成を担当した[6]。2023年10月6日付けで政治活動に専念するため引退[6]。
- 『合コン!合宿!解放区』 - 番組構成の傍ら、ソクラテス・プラトン百田大先生の名で出演していた。
- 『清貧テレビ』
- 『大発見!恐怖の法則』ほか
  - いずれも出身番組と同じ朝日放送（ABCテレビ）の制作である。

## 著作

### 小説
- 著書名は50音順ソート。
- デフォルトでは刊行順に配列、発行年月の列のソートボタンで元の順序に戻る。

| 著書名                                     | 発行年月                      | 出版元                         | 備考 |
| ------------------------------------------ | ----------------------------- | ------------------------------ | --- |
| 永遠の0                                    | 2006年8月2009年7月            | 太田出版講談社文庫             | |
| 聖夜の贈り物輝く夜（改題）                 | 2007年11月2010年11月          | 太田出版講談社文庫             | 収録作品 - 魔法の万年筆 - 猫 - ケーキ - タクシー - サンタクロース |
| BOX!                                       | 2008年7月2010年3月2013年4月   | 太田出版太田出版文庫講談社文庫 | 文庫版はいずれも上下巻 |
| 風の中のマリア                             | 2009年3月2011年7月            | 講談社講談社文庫               | |
| モンスター                                 | 2010年3月2012年4月            | 幻冬舎幻冬舎文庫               | |
| リング「黄金のバンタム」を破った男（改題） | 2010年5月2012年11月           | PHP研究所PHP文芸文庫           | |
| 影法師                                     | 2010年5月2012年6月            | 講談社講談社文庫               | |
| 錨を上げよ                                 | 2010年11月2019年9月2019年10月 | 講談社幻冬舎文庫               | 上下巻一 出港篇 二 座礁篇三 漂流篇 四 抜錨篇 |
| 幸福な生活                                 | 2011年6月2013年12月           | 祥伝社祥伝社文庫               | 収録作品 - 母の記憶 - 夜の訪問者 - そっくりさん - おとなしい妻 - 残りもの - 豹変 - 生命保険 - 痴漢 - ブス談義 - 再会 - 償い - ビデオレター - ママの魅力 - 淑女協定 - 深夜の乗客 - 隠れた殺人 - 催眠術 - 幸福な生活 |
| プリズム                                   | 2011年10月2014年4月           | 幻冬舎幻冬舎文庫               | |
| 海賊とよばれた男                           | 2012年7月2014年7月            | 講談社講談社文庫               | 上下巻 |
| 夢を売る男                                 | 2013年2月2015年4月            | 太田出版幻冬舎文庫             | |
| フォルトゥナの瞳                           | 2014年9月2015年11月           | 新潮社新潮文庫                 | |
| 殉愛                                       | 2014年11月                    | 幻冬舎                         | |
| カエルの楽園                               | 2016年2月2017年8月            | 新潮社新潮文庫                 | |
| 幻庵                                       | 2016年12月                    | 文藝春秋                       | 上下巻 |
| 夏の騎士                                   | 2019年7月                     | 新潮社                         | |
| カエルの楽園2020                           | 2020年6月                     | 新潮文庫                       | |
| 野良犬の値段                               | 2020年12月                    | 幻冬舎                         | |

### エッセイ・評論
| 著書名                                            | 発行年月      | 出版元    | 備考                                                               |
| ------------------------------------------------- | ------------- | --------- | ------------------------------------------------------------------ |
| 至高の音楽 ―クラシック永遠の名曲―                 | 2013年12月    | PHP研究所 |                                                                    |
| 大放言                                            | 2015年8月     | 新潮新書  |                                                                    |
| 至高の音楽 ―クラシック「永遠の名曲」の愉しみ方―   | 2015年12月    | PHP新書   |                                                                    |
| この名曲が凄すぎる ―クラシック劇的な旋律―         | 2016年2月     | PHP研究所 |                                                                    |
| 鋼のメンタル                                      | 2016年8月     | 新潮新書  |                                                                    |
| 雑談力                                            | 2016年10月    | PHP新書   |                                                                    |
| 百田百言 百田尚樹の「人生に効く」100の言葉        | 2017年3月     | 幻冬舎    |                                                                    |
| 今こそ、韓国に謝ろう                              | 2017年6月     | 飛鳥新社  |                                                                    |
| 図解 雑談力                                       | 2017年8月     | PHP研究所 |                                                                    |
| 戦争と平和                                        | 2017年8月     | 新潮新書  |                                                                    |
| 逃げる力                                          | 2018年3月     | PHP新書   |                                                                    |
| 日本国紀                                          | 2018年11月    | 幻冬舎    | 「豪華化粧箱入り」の「愛蔵版」も4500円（税抜き）で受注販売された。 |
| 今こそ、韓国に謝ろう ―そして、「さらば」と言おう― | 2019年3月     | 飛鳥新社  | 2017年の「今こそ、韓国に謝ろう」に大幅加筆した文庫版。             |
| 偽善者たちへ                                      | 2019年11月    | 新潮新書  |                                                                    |
| バカの国                                          | 2020年4月     | 新潮新書  |                                                                    |
| 地上最強の男 ―世界ヘビー級チャンピオン列伝―       | 2020年6月     | 新潮社    | ノンフィクション                                                   |
| 禁断の中国史                                      | 2022年7月     | 飛鳥新社  |                                                                    |
| 橋下徹の研究                                      | 2022年12月    | 飛鳥新社  |                                                                    |
| 大常識                                            | 2023年11月    | 新潮社    |                                                                    |
| モンゴル人の物語 第一巻：チンギス・カン           | 2025年4月24日 | 新潮社    | ノンフィクション                                                   |
| モンゴル人の物語 第二巻：イスラム王朝との戦い     | 2025年6月18日 | 新潮社    | ノンフィクション                                                   |

### 共著
| 著書名                                      | 共著者             | 発行年月             | 出版元                      | 備考 |
| ------------------------------------------- | ------------------ | -------------------- | --------------------------- | ---- |
| ゼロ戦と日本刀 ―美しさに潜む「失敗の本質」― | 渡部昇一           | 2013年12月2015年2月  | PHP研究所PHP文庫            |      |
| 日本よ、世界の真ん中で咲き誇れ              | 安倍晋三           | 2013年12月2017年10月 | ワック・マガジンズWAC BUNKO |      |
| 愛国論                                      | 田原総一朗         | 2014年12月2017年2月  | ベストセラーズワニ文庫      |      |
| 「カエルの楽園」が地獄と化す日              | 石平               | 2016年11月           | 飛鳥新社                    |      |
| 大直言                                      | 青山繁晴           | 2017年1月            | 新潮社                      |      |
| いい加減に目を覚まさんかい、日本人!         | ケント・ギルバート | 2017年11月2019年9月  | 祥伝社                      | 新書 |
| 百田尚樹 永遠の一冊                         | 花田紀凱           | 2017年12月           | 飛鳥新社                    |      |
| 「日本国紀」の副読本 学校が教えない日本史   | 有本香             | 2018年12月28日       | 産経新聞出版                |      |

#### 解説
- 畠山健二『観客のいない劇場で』笑説倶楽部、1985年5月。
- 浅田次郎『沙高樓綺譚（さこうろうきたん）』文藝春秋〈文春文庫 あ39-10〉、2011年11月。ISBN 978-4-16-764609-7。
- 竹田恒泰『現代語古事記 天皇の物語』学研パブリッシング〈学研M文庫〉、2013年12月。
  - 巻末特別対談・百田尚樹vs竹田恒泰
- 勝谷誠彦『ディアスポラ』文藝春秋〈文春文庫 か47-2〉、2014年2月。ISBN 978-4-16-790034-2。

## 番組出演

### テレビ
- 真相深入り!虎ノ門ニュース（DHCテレビ、2015年7月3日 - 2022年11月15日） - レギュラーコメンテーター（火曜日）[192]
- ニュース女子（DHCテレビ） - 不定期出演

## 選挙歴
| 当落 | 選挙                     | 執行日         | 年齢 | 選挙区           | 政党       | 得票数     | 得票率 | 定数 | 得票順位 /候補者数 | 政党内比例順位 /政党当選者数 |
| ---- | ------------------------ | -------------- | ---- | ---------------- | ---------- | ---------- | ------ | ---- | ------------------ | ---------------------------- |
| 落   | 第50回衆議院議員総選挙   | 2024年10月27日 | 68   | 比例近畿ブロック | 日本保守党 | ーー票     | ーー   | 28   | /                  | 3/1                          |
| 当   | 第27回参議院議員通常選挙 | 2025年07月20日 | 69   | 参議院比例区     | 日本保守党 | 12万8863票 | ーー   | 50   | 2/4                | 2/2                          |